# Tây Phi thuộc Pháp

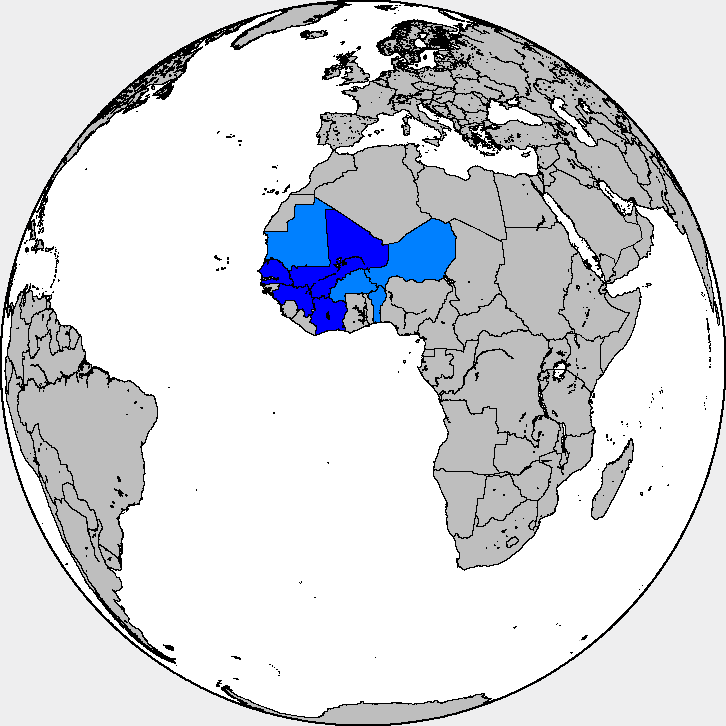
Tây Phi thuộc Pháp. Các xứ được tô màu xanh đậm là những xứ gia nhập vào năm 1895. Những xứ tô màu xanh nhạt gia nhập sau.

Tây Phi thuộc Pháp (tiếng Pháp: Afrique occidentale française, viết tắt: AOF) là một liên bang 8 xứ thuộc địa của Pháp ở châu Phi gồm: Mauritanie, Sénégal, Soudan thuộc Pháp (nay là Mali), Guinée thuộc Pháp (nay là Guinée), Côte d'Ivoire, Niger, Thượng Volta (nay là Burkina Faso) và Dahomey (nay là Bénin).
Liên bang này được thành lập vào năm 1895. Lúc đầu chỉ có 4 xứ Sénégal, Soudan thuộc Pháp, Guinée thuộc Pháp và Côte d'Ivoire. Đứng đầu liên bang là tổng toàn quyền, lúc đầu đóng ở Saint-Louis (Sénégal) về sau đóng ở Dakar (cũng thuộc Sénégal). Các xứ khác lần lượt gia nhập sau. Năm 1958, Tây Phi thuộc Pháp giải thể.
Tây Phi thuộc Pháp rộng 4.689.000 km² (phần lớn là hoang mạc và bán hoang mạc Sahara).

## Tóm tắt
Toàn quyền của Tây Phi thuộc Pháp kể từ năm 1895 thường trú tại Saint-Louis, năm 1902 dời đến Dakar. Toàn quyền trực tiếp chịu trách nhiệm trước Chính phủ Paris. Mỗi một thuộc địa của Tây Phi thuộc Pháp, ví dụ như Sénégal và Dahomey, mỗi nơi có một vị phó toàn quyền, quản hạt khu vực này. Phó toàn quyền trực tiếp chịu trách nhiệm trước toàn quyền. Toàn quyền và Bộ Thuộc địa của Chính phủ Paris cùng nhau chịu trách nhiệm xác định ứng cử viên phó toàn quyền, báo cáo thông qua Nghị viện Pháp để hạch chuẩn, tán thành thăng chức.
Bắt đầu từ năm 1946, chính phủ thực dân thành lập Đại Uỷ ban Tây Phi thuộc Pháp tại Dakar, coi là cơ quan cố vấn cho toàn quyền. Mỗi một thuộc địa dưới quyền bầu hai vị đại biểu coi là thành viên của đại uỷ ban, thông thường cũng chính là phó toàn quyền và một người châu phi của thuộc địa đó, trừ bốn công xã của Sénégal thời kì đầu ra, toàn bộ cư dân châu Phi của Tây Phi thuộc Pháp không có quyền lợi như quyền bầu cử giống với cư dân Pháp.
Về phương diện quản lí mỗi thuộc địa của Tây Phi thuộc Pháp, điều tối quan trọng chính là thiết lập cơ quan hành chính tên là Vòng thống trị (en). Vòng thống trị do một người Pháp giữ chức khu trưởng, quản lí một số khu hành chính cỡ nhỏ, những khu hành chính nhỏ kiểu này chỉ quản lí một số thôn làng, do người Pháp ra lệnh bổ nhiệm tù trưởng châu Phi quản lí. Khu trưởng của vòng thống trị trực tiếp chịu trách nhiệm trước phó toàn quyền của mỗi thuộc địa đơn lẻ, tù trưởng châu Phi của tiểu khu hành chính chịu trách nhiệm trước khu trưởng Pháp của vòng thống trị.

## Phương thức thống trị
Sự cai trị của Pháp đối với Tây Phi về tổng thể thuộc loại trực tiếp thống trị, người Pháp là khu trưởng hành chính tối cao, có sẵn quyền lực tuyệt đối. Tù trưởng địa phương chỉ là công cụ để người Pháp thực dân và thống trị, không có bất kì thực quyền gì.
Pháp trong quá trình chinh phục Tây Phi gặp phải sự kháng cự anh dũng của nhân dân Tây Phi do thủ lĩnh truyền thống (quốc vương và tù trưởng) tổ chức và lãnh đạo. Dù cho sau khi trấn áp những cuộc kháng cự này, nhà thực dân Pháp vẫn chưa hoàn hồn, lòng còn kinh sợ. Vì lẽ đó, nên người Pháp quyết định tiêu diệt nhà nước châu Phi và tổ chức bộ lạc có khả năng trở thành lực lượng lãnh đạo chống Pháp, quy hoạch lại khu vực hành chính, loại bỏ quyền lực của thủ lĩnh truyền thống, sai phái quan chức các cấp, thúc đẩy thực hành pháp lệnh của nước tôn chủ, trực tiếp thống trị cư dân người địa phương. Dù những tù trưởng địa phương đó đảm nhận làm tay sai của thực dân, cũng thường không phải là tù trưởng truyền thống từ lúc đầu, mà là "người trung thành" châu Phi do người Pháp tái uỷ nhiệm (trong đó rất nhiều người hoàn toàn không xuất thân từ thượng tầng của bộ lạc, mà từng là "người lập công" lúc quân đội thực dân Pháp chinh phục).
Người Pháp hi vọng cuối cùng rằng, đem những mảnh ruộng đất này dung hợp vào trong nước Pháp về phương diện văn hoá và chính trị. Trong loại thể chế này, người Pháp rất ít lợi dụng tầng lớp thực quyền của người địa phương châu Phi, mà chủ yếu dựa vào thể chế mới của bản thân họ nhằm duy trì thống trị. Để thúc đẩy thực hành "chính sách đồng hoá" tại Tây Phi, năm 1912 nhà cầm quyền Pháp chế định "Luật nhập tịch", quy định bất kì ai sinh ra ở Tây Phi thuộc Pháp "có thể hết lòng trung thành nước Pháp hoặc đảm nhiệm công chức trên 10 năm, có thể đọc - hiểu hoặc viết bằng tiếng Pháp, có được tư liệu sinh hoạt, có đủ phẩm chất tốt lành", mới có thể lấy được quyền công dân Pháp. Hiển nhiên trong các cư dân châu Phi chỉ có một số rất nhỏ tầng lớp tri thức và thượng tầng người địa phương mới phù hợp những điều kiện này, có khả năng trở thành "công dân Pháp", nhưng tuyệt đại đa số người châu Phi trôi nổi thành "thần dân Pháp" mà không có quyền công dân. Pháp khó chi trả số tiền cực lớn cho việc đồng hoá toàn diện người châu Phi, nên chỉ có thể nghĩ cách kiểm soát trực tiếp cư dân châu Phi.
Cách làm của người Anh Quốc thì tương phản: Họ không sáng lập chế độ thống trị mới kiểu đó giống như Pháp, mà là lợi dụng hệ thống quyền lực địa phương của châu Phi với mọi khả năng để thực hiện thống trị và thực dân. Đối lập với phương thức thống trị của người Anh Quốc, người Pháp rõ ràng tương đối bạo lực, thường hay vận dụng các thủ đoạn như cưỡng bách lao động và giam cấm mà duy trì thống trị, đào bới giành lấy lợi ích. Pháp cũng không giống Anh kiểu này, người Anh dùng một phần thu nhập thuộc địa mà nuôi sống người châu Phi, bồi dưỡng giai cấp trung lưu ở địa phương đó (nhà cầm quyền thực dân Anh Quốc xác định thuế trực tiếp hằng năm mà mỗi nơi cần phải giao nộp, do quan chức địa phương thu thuế. Chính quyền địa phương thu giữ phần lớn thuế để trả lương cho quan chức địa phương và chi phí xây dựng công trình hạ tầng xã hội, phần còn lại nộp lên nhà cầm quyền thực dân Anh), người Pháp đem toàn bộ thu nhập chiếm làm của mình.

## Ý nghĩa thống trị

### Ý nghĩa tích cực
Dưới sự thống trị của nhà cầm quyền thực dân Pháp, Tây Phi dần dần hiện ra một môi trường xã hội mới tinh. Trật tự xã hội chuyển biến tốt đẹp, tổ chức chính quyền lớn mạnh hơn so với trước đây, giữa các bộ lạc đã thiết lập quan hệ hữu nghị; sau khi bãi bỏ chế độ nô lệ, kinh tế thị trường tự do bắt đầu xuất hiện, mọi người có thể tự do đi lại; điều kiện giao thông và thông tin liên lạc đa phần là cải thiện, đường sắt và tuyến đường điện báo đều xuất hiện ở Tây Phi.
Sự phát triển kinh tế thuộc địa và xây dựng mạng lưới vận tải giao thông, đã thúc đẩy sự trỗi dậy và phát triển một loạt thành phố cận đại tại khu vực khai thác mỏ, trung tâm thương mại, dọc theo đường sắt và đường cao tốc, và ven các cảng biển.
Những điều này đã gia tăng thúc đẩy dòng chảy tự do của cá nhân và hàng hoá, có lợi cho việc nâng cao lực lượng sản xuất của Tây Phi, đã xúc tiến dòng chảy tài nguyên và giao lưu văn hoá trong nội bộ Tây Phi, đã mở đầu cục diện chuyển đổi và phát triển của xã hội Tây Phi từ kinh tế truyền thống sang kinh tế thuộc địa.

### Tính hạn chế
Nhà cầm quyền thực dân Pháp vận dụng thủ đoạn kinh tế và thủ đoạn hành chính mang tính cưỡng chế, từng bước thiết lập hệ thống cướp đoạt thương mại lấy trao đổi không ngang giá làm cơ sở, đem kết cấu kinh tế truyền thống của xã hội Tây Phi cải biến thành kết cấu kinh tế thuộc địa phù hợp với sự cướp đoạt mà tư bản độc quyền châu Âu cần, khiến cho Tây Phi dần dần trở thành chư hầu cung cấp nguyên liệu nông nghiệp và thị trường bán phá giá thương phẩm cho nước tôn chủ của chủ nghĩa tư bản châu Âu.
Đến đầu thế kỉ XX, các nơi Tây Phi đã hình thành sơ bộ nguyên mẫu kết cấu kinh tế thuộc địa không bình thường lấy việc sản xuất, xuất khẩu cây trồng của nền kinh tế một sản phẩm làm đặc trưng và ngành công nghiệp gia công cực kì không phát triển. Các nhà tư bản độc quyền châu Âu thu mua hoa màu kinh tế có giá thành thấp do địa phương sản xuất tại Tây Phi, bán các hàng tiêu dùng mà người Tây Phi cần như lương thực, vải vóc,... với giá cao, thông qua cánh kéo giá cả (en) mua rẻ bán đắt hòng đoạt lấy lợi nhuận siêu ngạch.

## Lịch sử

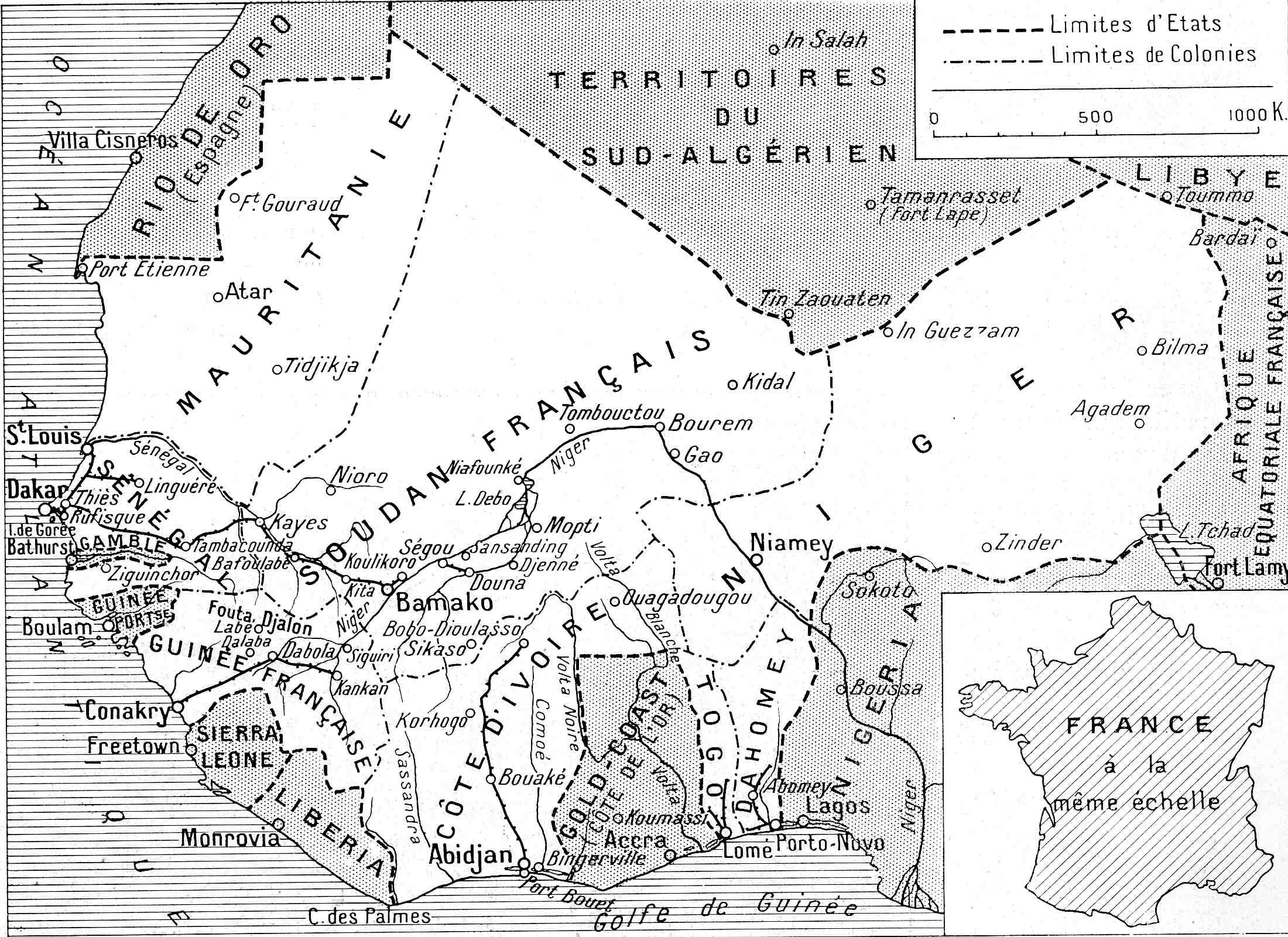
Bản đồ bảy thuộc địa của Tây Phi thuộc Pháp năm 1936. Thượng Volta thuộc Pháp - thuộc địa thứ tám, bị các nước láng giềng chia cắt trong khoảng thời gian này. Sudan thuộc Pháp còn bao gồm phần lớn khu vực của nửa phía đông Mauritanie ngày nay.

Sau khi nhà thực dân Pháp tiến vào phía tây châu Phi, đã lấy được lượng lớn lãnh thổ trong quá trình tranh giành với nước thực dân khác. Những khu vực này ban đầu là một bộ phận của thuộc địa Sénégal hoặc là thực thể độc lập riêng biệt, do phía quân đội tiến hành thống trị, được gọi là Lãnh thổ quân quản (Military Territories). 
Trên các vùng đất Tây Phi bị thực dân Pháp xâm lược, có các vương quốc lớn mạnh và thống nhất kiểu này như Toucouleur, Wassoulou và Dahomey; nhưng một số khu vực khác đã phân bố rất nhiều bộ lạc thị tộc, liên minh bộ lạc nguyên thuỷ, cùng với tiểu tù trưởng quốc, tiểu vương quốc. Đối với cái trước, nhà thực dân Pháp cho xâm chiếm bằng vũ lực với ưu thế tuyệt đối; đối với cái sau, thường xuyên sử dụng thủ đoạn lừa gạt như kết minh, giao ước, v.v đem chúng thiết kế vào trong phạm vi thế lực của bản thân, rồi sau đó tiến hành chiếm đóng. Vào cuối những năm 1890, chính phủ Pháp bắt đầu trực tiếp thống trị những lãnh thổ mới giành được này, đồng thời đem lãnh thổ Gabon về phía tây chuyển quyền quản hạt từ một toàn quyền duy nhất của Sénégal, sang trực tiếp chịu trách nhiệm trước Bộ Hải ngoại Pháp. Jean-Baptiste Chaudié - vị toàn quyền Sénégal đầu tiên, được lệnh bổ nhiệm vào ngày 16 tháng 6 năm 1895, và mảng lãnh thổ này chính thức được đặt tên là Tây Phi thuộc Pháp vào năm 1904. Pháp đem Sénégal, Sudan thuộc Pháp, Guinée thuộc Pháp và Bờ Biển Ngà hợp lại thành Liên bang Tây Phi thuộc Pháp. Dahomey, Niger và Thượng Volta lần lượt hợp nhất vào thuộc địa Tây Phi thuộc Pháp vào năm 1904, 1908 và 1910, Mauritanie trôi nổi thành thuộc địa của Pháp vào năm 1912 cũng hợp nhất vào Tây Phi thuộc Pháp vào năm 1920. Các nơi như Gabon về sau trở thành một bộ phận của Châu Phi Xích Đạo thuộc Pháp (AEF).
Chính phủ Đệ Tứ Cộng hoà Pháp sau Thế chiến II dần dần mở rộng quyền lợi chính trị ở thuộc địa khác. Năm 1946, Luật Lamine-Guèye (fr) trao quyền công dân hữu hạn cho người địa phương của thuộc địa châu Phi. Luật cơ bản Lãnh thổ hải ngoại năm 1956 (fr) đã thiết lập nghị viện phổ thông đầu phiếu mà chỉ có quyền cố vấn nghị viện. Đế quốc thực dân Pháp được chuyển đổi thành "Liên minh Pháp", Hiến pháp Đệ Ngũ Cộng hoà Pháp năm 1958 một lần nữa đem nó chuyển đổi thành Cộng đồng Pháp, mỗi một thuộc địa được chuyển đổi thành nhà nước bảo hộ (Protectorate state), có Quốc hội với đầy đủ quyền cố vấn quốc hội; toàn quyền được Pháp lệnh bổ nhiệm đổi tên gọi thành cao uỷ (High Commissioner), là nguyên thủ quốc gia của nhà nước bảo hộ. Quốc hội có quyền chỉ định một người châu Phi làm người đứng đầu chính phủ có quyền kiến nghị trước nguyên thủ quốc gia.
Trưng cầu dân ý năm 1958 đã phê chuẩn Liên minh Pháp, nhưng trưng cầu dân ý ở Guinée quyết định Guinée độc lập bằng số phiếu áp đảo. Năm 1960, bởi vì Pháp thất bại trong Chiến tranh Đông Dương lần thứ nhất và cục thế cấp bách ở Algérie, cho nên bản sửa đổi hiến pháp đồng ý thuộc địa đơn phương thay đổi hiến pháp của họ, do đó rất nhiều quốc gia mới ở Tây Phi liền ra đời.

## Quản trị
Mỗi thuộc địa hình thành một phần của Tây Phi thuộc Pháp được cai quản bởi một thống đốc, chịu trách nhiệm trước tổng đốc ở Dakar. Toàn quyền báo cáo trực tiếp với Bộ trưởng Lãnh thổ hải ngoại. Cả Toàn quyền và Trung tướng đều được bổ nhiệm bởi Bộ trưởng Lãnh thổ hải ngoại, sau đó được Hạ viện phê chuẩn.

### Toàn quyền
- 1895-1900 Jean-Baptiste Chaody
- 1900-1902 Noel-Victor Bayeux
- 1902-1907 Ernest Rume
- 1908-1915 Amedei Merlot-Ponti
- 1915-1917 Marie-Francois Clausel
- 1917-1918 Jost van Wallenhoven
- 1919-1923 Võ Merlin
- 1923-1930 Jules-Gaston Carde
- 1930-1936 Joseph Jules Brevy
- 1936-1938 Jules Marcel de Coppe
- 1939-1940 Leon Kyle
- 1940-1943 Pierre-Francois Boisson
- 1943-1946 Pierre Charles Kournari
- 1946-1948 Rene Bart
- 1948-1951 Paul Bechard
- 1952-1956 Bernard Cornu-Gentil
- 1956-1958 Gaston Kyusten
- 1958-1959 Pierre-Auguste Mesmer (với tư cách là ủy viên trưởng)

## Chú ý
1. ↑  Bốn công xã của Sénégal chỉ Saint-Louis, Dakar, Gorée và Rufisque, bốn thị trấn đó nằm ở khu vực cửa sông Sénégal, là thuộc địa của Pháp tại Tây Phi thời kì đầu. Cư dân Pháp rất nhiều, cư dân châu Phi bản địa được thụ hưởng quyền lợi đồng đẳng giống với công dân Pháp. Năm 1848, Đệ Nhị Cộng hoà Pháp trao hoàn toàn quyền công dân Pháp cho cư dân bốn thị trấn. Một pháp lệnh năm 1916 quy định, bốn thị trấn là một bộ phận của nước tôn chủ, thực hành luật quản lí hành chính thành phố của Pháp, toàn thể cư dân và hậu duệ của họ là công dân Pháp, mỗi thị trấn có thể xếp đặt một vị đại biểu vào Hạ viện Pháp.